# Erpetogomphus designatus
Erpetogomphus designatus, o Rabo Anelado oriental, é uma espécie de clubtail da família das libélulas Gomphidae . É encontrado na América Central e na América do Norte.   
O estado de conservação de Erpetogomphus designatus na IUCN é "LC", menos preocupante, sem ameaça imediata à sobrevivência da espécie. A população está estável. O status da IUCN foi revisado em 2017. 

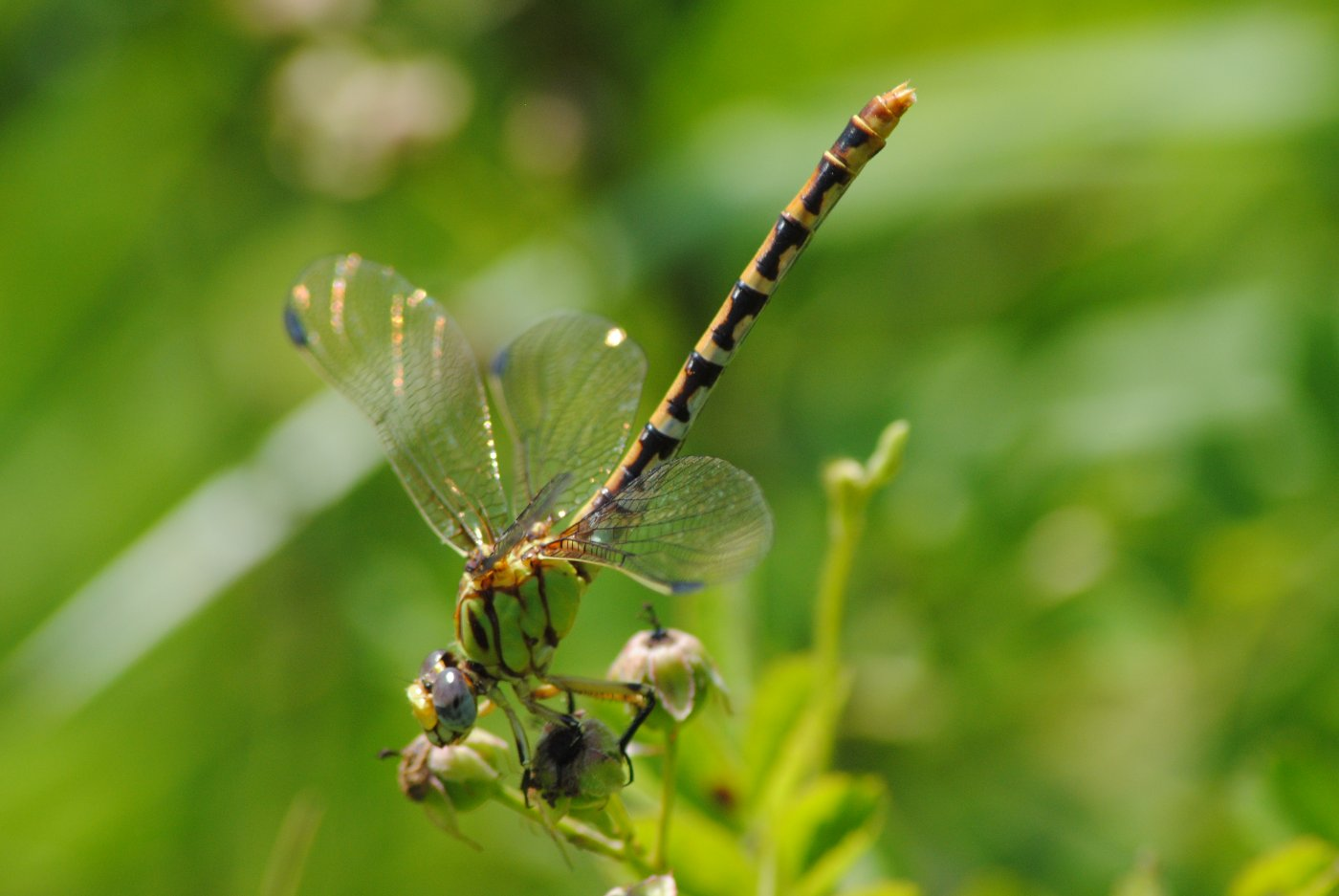
Rabo anelado oriental, Erpetogomphus designatus

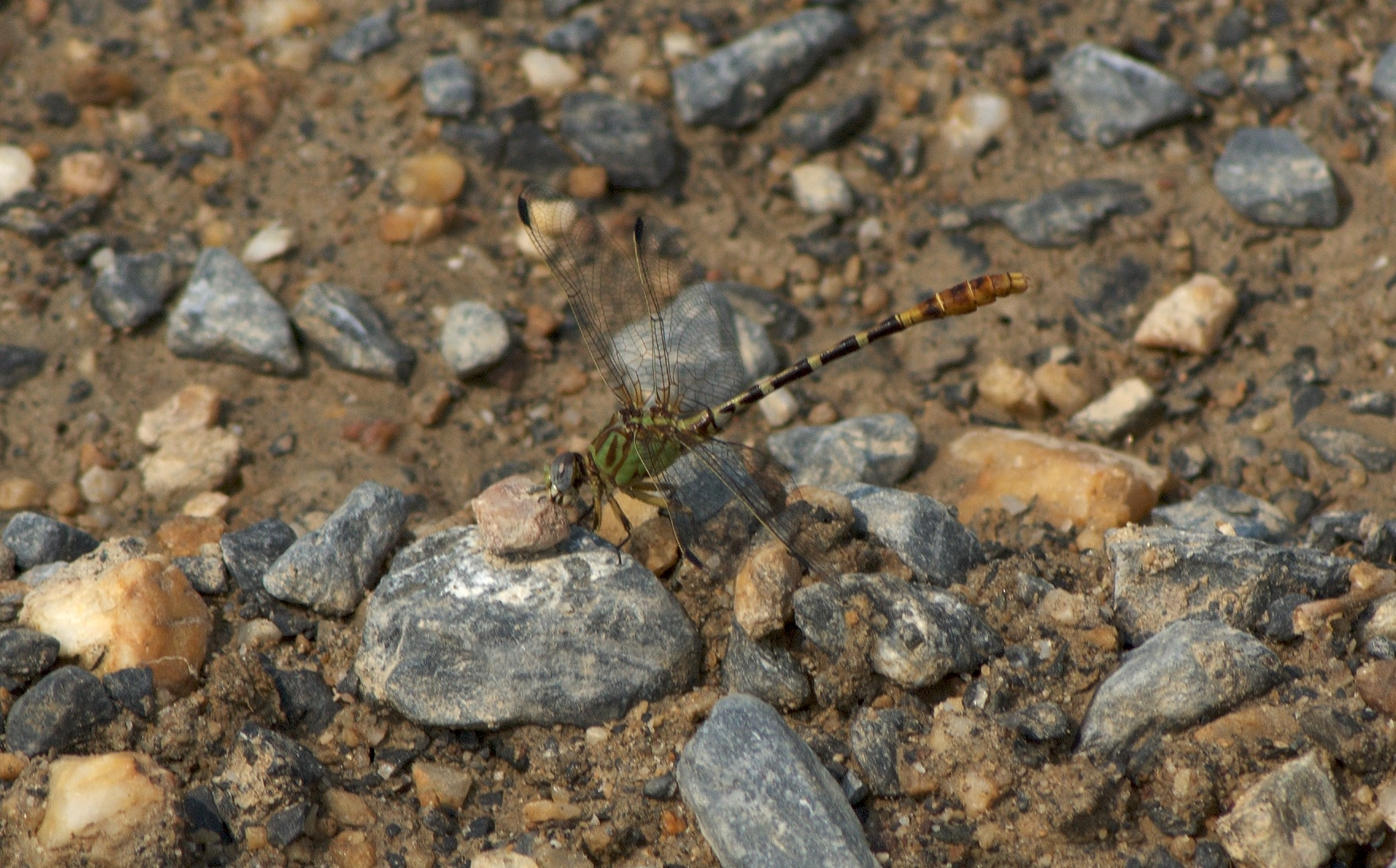
Rabo anelado oriental, Erpetogomphus designatus